# 救火英雄
《救火英雄》是一部於2012年12月12日開始拍攝、於2013年2月8日煞科，於2014年1月2日上映的香港劇情災難電影，由英皇電影投資1億5千萬港元與寰亞電影有限公司合作製作，以香港消防處特種救援隊為題材，郭子健導演，黃偉亮任動作設計。

## 劇情簡介
在聖誕節前夕，一隊消防人員在撲滅了一場發生於酒醋工廠的小型火災後，正當大家以為可以安然度過聖誕節時，此場小火災卻引致發電廠爆炸，繼而香港大停電，多處發生意外及事故。一眾消防人員因此在面臨職業生涯中最大程度的壓力的同時，展開了一場生死大救援。

## 演員列表
| 演員   | 角色   | 備註 |
| 謝霆鋒 | 何永森 | 高級消防隊長 曾經和游邦潮及葉志輝為多年同僚，與游邦潮友好，亦曾經虧欠游邦潮。擁有堅韌耐力，堅信「救人比救火緊要」及「救得一個得一個」，為人有理想，但是因為兩場火災意外及葉志輝晉升令自己活於陰影之中。因過分投入工作而冷落了當空姐的女友Emily而分手收場。最後粉尘爆炸身亡。 |
| 余文樂 | 游邦潮 | 消防隊長 有一名將要升讀中學一年級的兒子──游水，潮和妻子分居，不寄望晉升，與何永森及葉志輝為多年同僚，與何永森友好，為人不正經，安於現狀。 |
| 任達華 | 李培道 | 消防總隊目 人稱「培總」，於 1980 年代因為體能超強而被同僚尊稱為「梯王」 (負重攀梯第一)，曾經擔任特種救援隊教官，行將退休，對何永森亦師亦友，對海洋惺惺相惜。在消防局周旋於上級與下屬之間成為磨心，最後於發電廠爆炸而死。(角色取材自香港消防處前消防總隊目許培道)             |
| 胡 軍  | 海洋   | 消防員 在武警消防部隊服務了十二年，有一名兒子海苗，在國內因為葬身火海而死去，洋在香港居住九年後，因為《平等機會條例》而被破格錄取成為香港消防員「新兵」，體能高達一千分。與張文健一同新調任至屯門龍鼓灘消防局，做事獨斷獨行，影響團隊表現，有李培道早年處事的影子。          |
| 白 冰  | 楊琳   | 發電廠管道工程師 第一個發現酒醋廠火警死灰復燃及早察覺到望后石發電廠發生大災難的人。 |
| 陳偉霆 | 張文健 | 消防員 新調任至屯門龍鼓灘消防局，第一日在消防局報到即遲到，打扮新潮，個性熱血，跟隨何永森及李培道進入發電廠。 |
| 吳浩康 | 林文斌 | 消防隊長 龍鼓灘消防局消防隊長，在發電廠外圍擔當指揮及聯絡。 |
| 安志杰 | 葉志輝 | 助理消防區長 (Assistant Divisional Officer (ADO) ) 曾經和游邦潮及何永森為多年同僚，不滿何永森言行不一。為人務求晉升而不擇手段，最終晉升至助理消防區長，為游邦潮及何永森上司，調走何永森至其他分局，於等候救援期間與何永森發生衝突，繼而墮樓身亡。                            |
| 譚耀文 | 萬华標 | 發電廠上司 因為堅守「平安夜萬家燈火代表萬事平安」而錯誤下令將所有輸氣管道重開，最終導致發電廠大火災。經常自持職級比楊琳高，與她意見不合，頻生衝突。為人貪生怕死、好面子。最後吸入毒氣死亡。                                                                                  |
| 廖啟智 | 譚志刚 | 消防總長 (Chief Fire Officer (CFO) ) 看重何永森，更揚言何永森擔任助理消防區長比較葉志輝勝任。反對「一命換一命」的急進救人方法。 |
| 關智斌 | 小僑   | 發電廠職員 為楊琳封截管道時提供資訊。 |
| 衛詩雅 |        | 發電廠職員 |
| 洛詩   | Emily  | 空中服務員，何永森之女友 因何永森工作而冷落自己，最後分手 |
| 盧頌衡 | 游水   | 游邦潮之子 |
| 冼色麗 |        | 葉志輝之妻 (特別演出) |
| 成龍   | 成龍   | 香港明星 為香港消防處擔任招募消防人員宣傳片段大使。 (友情演出) |
| 劉偉強 | 方处长 | 消防處處長 (Director Of Fire Services (DFS) ) (友情演出) |
| 邵音音 | 球嫂   | 酒醋廠東主妻子 引致望后石發電廠火災的人，酒醋廠第一次火警後在旁邊拜祭先夫時，引發酒醋廠第二次火警，波及鄰近天然氣管道，釀成大災難。 (友情演出) |

## 製作
2012年10月31日，謝霆鋒、余文樂、胡軍、任達華和陳偉霆到訪消防訓練學校，為《救火英雄》的製作，接受為期7日的速成訓練班。英皇娛樂集團有限公司特別為謝霆鋒投保逾1億港元保額；因為劇情中的出入火場、跳落及吊威亚等演出，谢霆鋒均親身演出。
導演郭子健以近半年時間進行資料搜集，《救火英雄》的劇情參考了在香港发生的興利中心天秤倒塌事故及馬頭圍道唐樓倒塌事件等嚴重事故；另外，亦有飛機於鬧市緊急著陸及高空拯救等場境。此外，劇組於元朗嘉龍片場租用了3座廠房建立了3座大型廠景。
导演郭子健表示浓烟才是影片主角，包括外部实体的烟和人与人之间不信任的硝烟。
本作品逾两千个特效畫面均由Po朝霆特效後期製作公司完成。

## 電影歌曲
| 曲別   | 歌曲                 | 作曲   | 作詞                                              | 編曲                | 監製   | 演唱者 |
| ------ | -------------------- | ------ | ------------------------------------------------- | ------------------- | ------ | ------ |
| 主題曲 | 《愛最大》（粵語版） | 謝霆鋒 | 喬 星、Kit @ 24Herbs、Phat @ 24Herbs Rap：24Herbs | Eddie Chung、陳子龍 | 謝霆鋒 | 謝霆鋒 |
| 主題曲 | 《愛最大》（國語版） | 謝霆鋒 | 喬 星、歐 豪 Rap：歐 豪                           | Eddie Chung、陳子龍 | 謝霆鋒 | 謝霆鋒 |

## 獲獎及提名
| 獎項                        | 獎項             | 獎項                                                                      | 獎項 |
| 獎項                        | 類別             | 受獎者                                                                    | 結果 |
| --------------------------- | ---------------- | ------------------------------------------------------------------------- | ---- |
| 第33屆香港電影金像獎        | 最佳導演         | 郭子健                                                                    | 提名 |
| 第33屆香港電影金像獎        | 最佳攝影         | 關智耀                                                                    | 提名 |
| 第33屆香港電影金像獎        | 最佳剪接         | 黃海                                                                      | 提名 |
| 第33屆香港電影金像獎        | 最佳美術指導     | 林子僑                                                                    | 提名 |
| 第33屆香港電影金像獎        | 最佳音響效果     | 鄭穎園                                                                    | 提名 |
| 第33屆香港電影金像獎        | 最佳視覺效果     | 黃智亨、關卓豪、黃樹基                                                    | 提名 |
| 第33屆香港電影金像獎        | 最佳原創電影音樂 | 泰迪羅賓、韋啟良                                                          | 提名 |
| 第33屆香港電影金像獎        | 最佳原創電影歌曲 | 作曲：謝霆鋒、填詞：謝霆鋒、喬星、Kit@24Herbs、Phat@24Herbs、演唱：謝霆鋒 | 提名 |
| 第8屆香港電影導演會年度大獎 | 執委會特別獎     | 郭子健                                                                    | 獲獎 |
| 第51屆金馬獎                | 最佳視覺效果     | 黃智亨、關卓豪、黃樹基                                                    | 提名 |
| 第51屆金馬獎                | 最佳動作設計     | 黃偉亮                                                                    | 獲獎 |
| 第5屆澳門國際電影節         | 最佳男配角       | 陈伟霆                                                                    | 獲獎 |

## 评价
《东方早报》认为：“角色性格上比较立体丰富，只是前半部分的情节铺叙有点拖沓，在故事细节上的处理细致，一连串的事情都直接指向后面大灾难的目的。但是很多痕迹明显，让人觉得过于刻意，手法也略显老派，有着一些旧时港片的套路，譬如一开始交待了任达华饰演的消防员马上要退休了最后一次出任务，让人很容易猜到他之后将遭遇不测。但最后谢霆锋以英雄悲剧收场，慢镜头抒情颇感人。不同于以往的消防题材以火为主，郭子健以烟作为切入点是一个新的尝试，掺入恐怖配乐，魔幻穿越特效，又不时放慢镜头。看似混搭，但他的技艺没让胆大变成一齣笑话。只是片中旁白太多，和港式江湖片的独白很像，核心逻辑都是人和世界的关系、一个人的命运、当人遭遇命运时的感触，角色也像话痨，说教味太重。”

## 票房
《救火英雄》在香港上映票房累積2500万港币。在中国大陆累计7,600万人民币。
| 上一届： 《風暴》 | 2013年香港一週票房冠軍 第52週（2013年12月30日至2014年1月5日） 2014年香港一週票房冠軍 第1-3週（1月6日至1月26日） | 下一届： 《金雞SSS》 |

## 播放時間
| 香港 ViuTV 星期六21:30-00:00節目 | 香港 ViuTV 星期六21:30-00:00節目                                | 香港 ViuTV 星期六21:30-00:00節目 |
| -------------------------------- | --------------------------------------------------------------- | -------------------------------- |
|                                  | （亞洲聯合財務YES UA呈獻：週六好戲勢）救火英雄 （2022年7月2日） |                                  |
| 爆谷一周 (2022年7月2日)          | 約定的夢幻島2 （2022年7月2日）                                  |                                  |